# Марсиньи-су-Тиль
Марсиньи́-су-Тиль (фр. Marcigny-sous-Thil) — коммуна во Франции, находится в регионе Бургундия. Департамент коммуны — Кот-д’Ор. Входит в состав кантона Преси-су-Тиль. Округ коммуны — Монбар.
Код INSEE коммуны — 21380.

## Население
Население коммуны на 2010 год составляло 61 человек.
| 1962 | 1968 | 1975 | 1982 | 1990 | 1999 | 2010 |
| ---- | ---- | ---- | ---- | ---- | ---- | ---- |
| 70   | 67   | 68   | 65   | 43   | 48   | 61   |

## Экономика
В 2010 году среди 30 человек трудоспособного возраста (15—64 лет) 27 были экономически активными, 3 — неактивными (показатель активности — 90,0 %, в 1999 году было 51,4 %). Из 27 активных жителей работали 25 человек (12 мужчин и 13 женщин), безработных было 2 (1 мужчина и 1 женщина). Среди 3 неактивных 1 человек был учеником или студентом, 1 — пенсионером, 1 был неактивным по другим причинам.